# Aortální oblouk

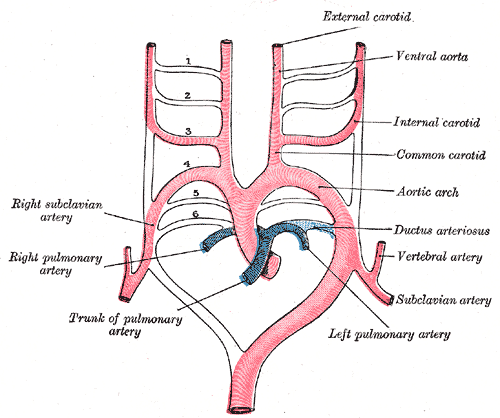
Schéma lidské aorty. Obrysy jsou vyznačeny původní aortální oblouky, červeně a modře tepny přetrvávající do dospělosti. Čísly jsou označeny jednotlivé (bývalé) aortální oblouky

Aortální oblouky (též žaberní tepny nebo branchiální tepny) jsou párové tepny typické pro tělní plán obratlovců. Vycházejí z břišní aorty, obemykají hltan a dorzálně se spojují ve hřbetní aortě. U nižších obratlovců směřují tyto tepny do žaber (resp. k jednotlivým žaberním obloukům), u obratlovců dýchajících plícemi je možné je najít pouze během zárodečného vývoje – u dospělců jsou redukovány nebo přeměněny na jiné cévy s odlišnou funkcí.

## Evoluce
Ačkoliv u některých primitivních obratlovců byl počet žaberních tepen velmi vysoký, tělo prvních čelistnatých obratlovců bylo zřejmě již opatřeno pouze šesti aortálními oblouky (římskými číslicemi I-VI). Již u paryb však dochází k redukci prvního (I) páru aortálních oblouků na tzv. spirakulum. U kostnatých ryb dokonce první (I) oblouk zcela mizí a druhý (II) pár oblouků zakrňuje: k žaberním obloukům tedy směřují jen čtyři tepny. U obojživelníků nejprve ve stadiu pulce cca tři (III, IV a V) aortální oblouky přetrvávají (a směřují k žábrám) a šestý oblouk směřuje k vyvíjejícím se plícím. U dospělých obojživelníků se aortální oblouky mění k nepoznání, nicméně z nich vzniklé cévy plní důležité funkce. U plazů je situace trochu podobná, ale klade se obrovský důraz na čtvrtý aortální oblouk, který plní funkci párové břišní aorty. U ptáků se z této párové břišní aorty zachovává jen pravá větev a levá zcela zakrňuje, u savců naopak zůstává jen levá větev. Ostatní aortální oblouky mají u ptáků a savců omezený význam, přesto z nich vznikají časně v embryonálním vývoji důležité cévy.

## Deriváty aortálních oblouků u člověka
Šest aortálních oblouků, jež jsou v určitých obdobích lidského embryonálního vývoje patrné, má následující osud:
- I. – zaniká
- II. – zaniká
- III. – vzniká z něj úsek společných karotid a vnitřních karotid
- IV. – pravá větev se mění na hlavopažní kmen a část pravé tepny podklíčkové, levá se mění na oblouk aorty
- V. – zaniká
- VI. – vzniká z něj vpravo část pravé plicní tepny, vlevo se mění na malý úsek levé plicní tepny, ale převážná část levé větve se mění na ductus arteriosus (jež přetrvává až do narození)